# Resolução 107 do Conselho de Segurança das Nações Unidas
Resolução 107 do Conselho de Segurança das Nações Unidas, foi aprovada em 30 de março de 1955, depois de um relatório do Chefe da Organização de Supervisão de Trégua das Nações Unidas na Palestina, o Conselho apelou aos governos do Egito e Israel a cooperar com o Chefe da Organização no que diz respeito às suas propostas.
Foi aprovada por unanimidade.